# Jorge María Mejía
Pour les articles homonymes, voir Mejía.
Jorge María Mejía, né le 31 janvier 1923 à Buenos Aires en Argentine et mort le 9 décembre 2014 à Rome, est un cardinal argentin de la Curie romaine, archiviste et bibliothécaire apostolique de 1998 à 2003.

## Biographie

### Prêtre
Jorge María Mejía a suivi ses études à Rome obtenant un doctorat en théologie à l'Université pontificale Saint-Thomas-d'Aquin (l'Angelicum) et une licence en Écriture sainte à l'Institut biblique pontifical.
Il est ordonné prêtre le 22 septembre 1945 pour le diocèse de Buenos Aires.
Il a édité un journal catholique argentin.
Il est revenu à Rome en 1977 où il a été nommé secrétaire de la commission du Saint-Siège pour les relations avec le judaïsme.

### Évêque
Nommé vice-président du Conseil pontifical « Justice et Paix » le 8 mars 1986, il a été consacré le 12 avril suivant par le cardinal Roger Etchegaray. Il a ensuite été nommé secrétaire de la Congrégation des évêques le 5 mars 1994, puis archiviste des Archives secrètes du Vatican et responsable de la Bibliothèque apostolique vaticane le 7 mars 1998.
Il s'est retiré de ces charges pour raison d'âge en octobre 2003. 

### Cardinal
Jean-Paul II le crée cardinal lors du consistoire du 21 février 2001 avec le titre de cardinal-diacre de S. Girolamo della Carità.  Après dix ans, il est élevé au rang de cardinal-prêtre pro hac vice de S. Girolamo della Carità.
Il perd sa qualité d'électeur en cas de conclave le jour de ses 80 ans le 31 janvier 2003, c'est pourquoi il ne participe pas aux conclaves de 2005 (élection de Benoît XVI) et de 2013 (élection de François).
Le 13 mars 2013, jour de l'élection du pape François, il subit une attaque cardiaque, il est hospitalisé à la clinique Pie XI, le pape vient le voir à deux reprises, le 15 mars 2013 et le 17 novembre 2014. Il meurt le 9 décembre 2014  et les funérailles sont célébrées le 11, en la basilique Saint-Pierre de Rome.

## Succession apostolique
Jorge María Mejía a ordonné les évêques suivants :
- Évêque Philip Boyce (en), O.C.D. (1995)